# Robert Zmiejko
Robert Jarosław Zmiejko (ur. 18 kwietnia 1973) – polski ekonomista i urzędnik państwowy, doktor nauk ekonomicznych, w latach 2003–2005 podsekretarz stanu w Rządowym Centrum Studiów Strategicznych.

## Życiorys
W 1996 ukończył z wyróżnieniem studia z finansów i bankowości w Szkole Głównej Handlowej w Warszawie, kształcił się też na Uniwersytecie Ludwika i Maksymiliana w Monachium. W 2001 obronił pod kierunkiem Macieja S. Wiatra doktorat na podstawie pracy pt. System bankowy Niemiec – procesy dostosowawcze do standardów Unii Europejskiej. Został wykładowcą w Katedrze Polityki Gospodarczej SGH, a także na Uniwersytecie Warszawskim. Autor publikacji naukowych. Od 21 lipca 2003 do 18 sierpnia 2005 pełnił funkcję wiceprezesa (w randze podsekretarza stanu) w Rządowym Centrum Studiów Strategicznych.  Podjął pracę w sektorze finansowym w Polsce i za granicą. Był zatrudniony m.in. w Creditanstalt-Bankverein AG w Monachium, S&D Chemicals w Londynie, BRE Banku oraz Banku Gospodarstwa Krajowego. Objął funkcję dyrektora Biura Strategii i Relacji Międzynarodowych oraz Pionu Rozwoju Zagranicznego w PKO Banku Polskim. Kierował także zespołem przygotowującym program gospodarczy w ramach Sojuszu Lewicy Demokratycznej.
Amatorsko zajmuje się biegami maratońskimi.